# Taiko-dori (métro de Nagoya)
Taiko-dori (太閤通駅, Taikō-dōri-eki) est une station du métro de Nagoya sur la ligne Sakura-dōri dans l'arrondissement de Nakamura à Nagoya.

## Situation sur le réseau
La station Taiko-dori est située au début de la ligne Sakura-dōri.

## Histoire
La station a été inaugurée le 10 septembre 1989 sous le nom de Nakamura Kuyakusho. Elle prend son nom actuel le 4 janvier 2023.

## Services aux voyageurs

### Accès et accueil
La station est ouverte tous les jours.

### Desserte

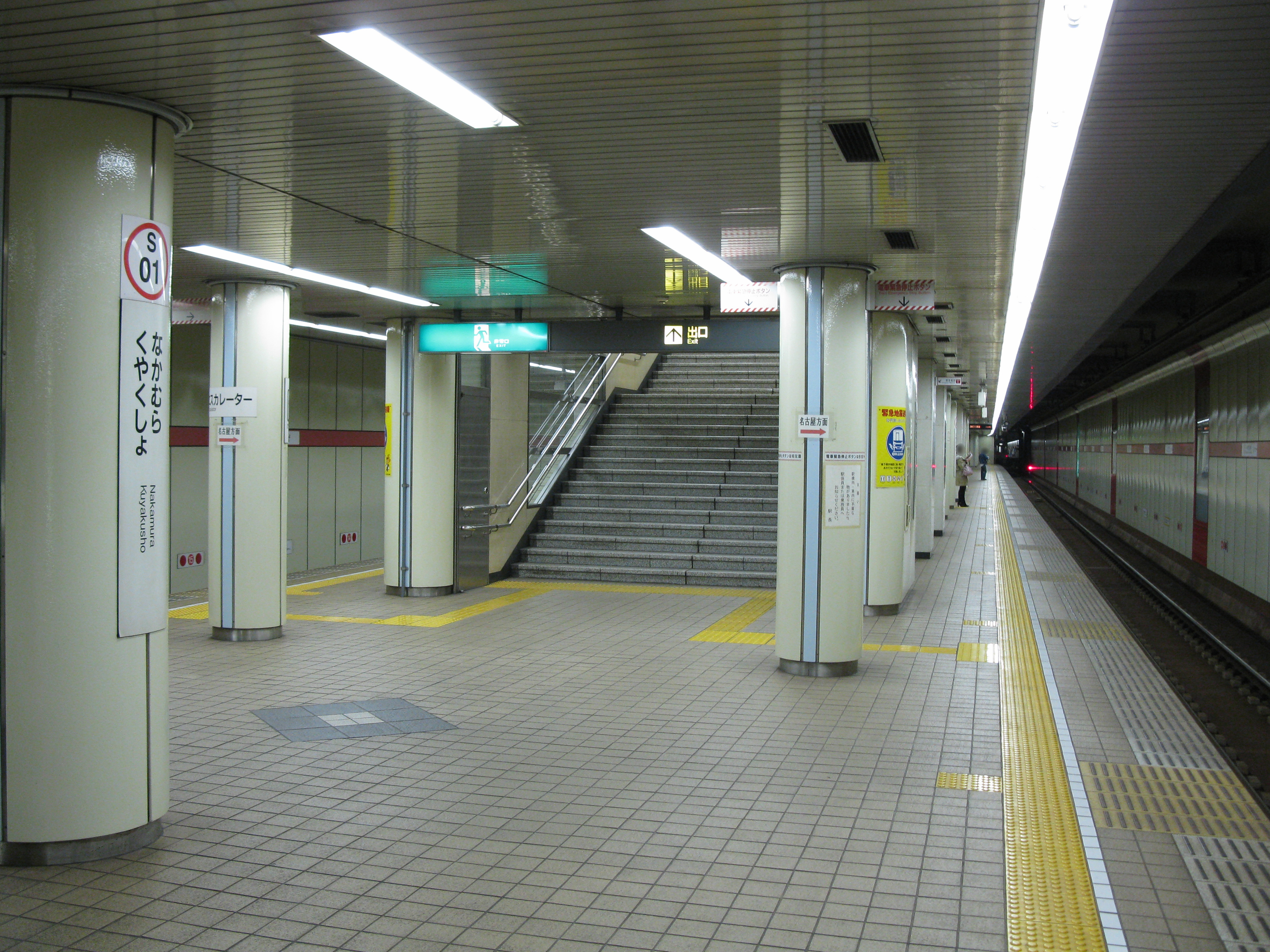
Vue du quai de la ligne Sakura-dōri

- Ligne Sakura-dōri :
  - voie 1 : direction Tokushige
  - voie 2 : terminus